# Dornbach Alajos
Dornbach Alajos (Ózd, 1936. január 21. – 2021. június 3.) magyar ügyvéd, politikus. A rendszerváltás előtt a demokratikus ellenzék jogi tanácsadójaként lett ismert. 1990 és 2002 között a Szabad Demokraták Szövetsége országgyűlési képviselője, 1990 és 1994 között az Országgyűlés egyik alelnöke.

## Családja
Nős, két gyermeke van, Márton (1973) és Borbála (1975).

## Életpályája
Pedagógus családban született. 1954-ben érettségizett a kecskeméti piarista gimnáziumban. 1958-ban szerzett jogi diplomát, ezért jogosulttá vált nevének dr. Dornbach Alajos formában való használatára. Az 1956-os forradalom alatt tagja volt az egyetemi forradalmi bizottságnak és a nemzetőrségnek is. 1958-ban az ELTE Állam- és Jogtudományi Karon szerzett diplomát. 1959-ben két hónapra bebörtönözték. Ügyvédi hivatását csak 1964-től gyakorolhatta. 1973-ig Gyöngyösön, azután Budapesten praktizált ügyvédként.
Az 1980-as évek végén közreműködött a SZETA tevékenységében, valamint a Fidesz törvényesítésében. 1988 és 1992 között tagja volt a Történelmi Igazságtétel Bizottságának.
1988 novemberében az SZDSZ egyik alapító tagja volt.
1990-től 2002-ig országgyűlési képviselő, 1990. augusztus 3-tól 1994-ig az Országgyűlés megválasztott alelnöke volt.

## Főbb művei
- A per. Nagy Imre és társai, 1958, 1989; szerk. Dornbach Alajos; 1956-os Intézet–Nagy Imre Alapítvány, Bp., 2008